# Tantra

Sri Yantra. Yantrele sunt considerate obiecte specifice practicilor tantrice

Tantra (Sanscrită: तन्त्र, "țesătură, urzeală "; astfel  "principiu, sistem, doctrină, teorie" de la rădăcina verbală tan "a se răspândi, a se propaga", și sufixul tra "instrument") este una din metodele de dezvoltare spirituală și cunoaștere dezvoltate pe teritoriul indian. Prin urmare, la modul esential tantra înseamnă extinderea continuă a conștiinței cu ajutorul conștienței care este instrumentul. Această extindere constientă a conștiinței individuale nu se poate realiza decât după conștientizarea conștiinței de sine, adică după primirea iluminării spirituale. Tantra se consideră înrudită cu taoismul chinezesc.
Este una din cele mai străvechi căi spirituale indiene, conform lui Mircea Eliade, fiind anterioară Vedelor.
Cunoscută în occident și sub denumirea de tantrism, Tantra este numele dat de erudiți unei forme a hinduismului care ia amploare în India medievală începând cu secolul V, și care a ajuns să influențeze toate formele de expresie religioasă indiene, într-un grad mai mare sau mai mic. Tantra este considerată astăzi de anumiți exegeți sinteza hinduismului și totodată cea mai nouă și mai completă formă de manifestare, o veritabilă renaștere a acestuia (Shankaranarayanan: "marea Sadhana Shastra", "știință de sinteză").
Cel mai vechi text care folosește cuvantul tantra se află chiar în Rig Veda(X.71.9). Cuvântul „tantrika” este folosit de practicanții tantrei în shivaism, dar practicanții budhiști ai Tantrei nu folosesc acest cuvânt pentru a se autodenumi.
Semnificația istorică a tantrei constă în faptul că a influențat toate religiile mari din India care existau la începutul perioadei medievale (500-1200 en): astfel toate denominațiile hinduse, shivaism, shaktism și vishnuism, precum și budhismul și jainimsul, toate au dezvoltat corpusuri foarte mari, bine documentate, de practici și doctrine  asemănătoare. Chiar și islamul în India a fost influențat de Tantra. Ideile și practicile tantrice s-au răspândit mult în afara Indiei, în Tibet, Nepal, China, Japonia, Cambogia, Vietnam și Indonezia.  Astăzi putem să regăsim cea mai puternică influență tantrică în budhismul tibetan și în multe forme de hinduism ca și în mișcarea internațională a posturilor de yoga și în cele mai multe forme ale spiritualității alternative americane cunoscute sub denumirea generică New Age.
Definit pentru prima dată ca un stil îmbunătățit tehnic al practicii spirituale, Tantra nu are o singură doctrină specifică; dezvoltând mai degrabă învățăturile specifice diferitelor religii care au adoptat metodele tantrice. 

Tantrismul nu este o religie nouă, așa cum a fost buddhismul, de exemplu, ci mai degrabă o etapă importantă în evoluția fiecăreia dintre aceste religii(dat fiind că există un tantrism buddhist, un altul hinduist, și chiar urmele unui tantrism jainist). Mai precis ar trebui sa vorbim despre o pluralitate de școli și de curente tantrice în interiorul fiecărei religii. Mircea Eliade, Tehnici de Yoga.